# 朱立倫市府
朱立倫市府是指朱立倫於2010至2018年擔任新北市市長期間的新北市政府內閣行政團隊。

## 新北市重要施政
社福文教類
- 公共托育中心全國最多：因應雙薪家庭托育需求，100年率全國第一建置公托中心[1]，已成立56處[2]占全國145處的一半，收托3140位，另自106年與97家私托中心(收托3,792位)及2,768名居家托育人員共推「公共托育合作聯盟」，且提供2至3仟元增額補助[3]，總托育名額供給量為9,919名。

- 公共托老中心全國第一：新北市65歲以上已超過50萬人[4]，佔新北總人口13.09％，為提供長輩在地就養、健康樂活的照顧，至107年7月計設置35處托老中心[5]、415處銀髮俱樂部，且全國首創推動902處的老人共餐[6]及動健康活動。

- 全國首創幸福保衛站：與全市逾2,000家4大超商(7-11、全家、萊爾富、OK)合作，針對就讀、設籍於新北或在新北發生「急難事由」致有飢餓需求之18歲以下學生(含中輟學生)及兒童，提供緊急協助及主動關懷通報服務，至107年7月取餐人數超過2萬2千人，也轉介了2,054個高風險家庭[7]，因此獲得「2013國際宜居城市大獎賽」社會經濟類金質獎的肯定[8]。

- 實物銀行與惜食分享：整合各區公所、社福中心、新希望關懷中心及民間資源，將匯集到之各界善心人士及企業團體的捐助，有效率地分送到各弱勢家庭，至107年7月媒合各方善心資源超過14億6千萬元，造福231萬人次[9]。另自105年起也藉「惜食分享網[10]」平台將餘裕食物、「格外品」煮成好料送給有需要的家庭或個人，至107年7月受益人次也超過24萬人次。

- 多元青年政策：從就創業、教育、居住及婚育各面向提供服務，如全國首創初次青年就業服務[11]，也藉新北創力坊[12]及融資貸款[13]協助創業，依行政院主計總處發布107年上半年統計報告，新北15至24歲失業率為7.8%，是六都最低[14]，另透過多元技職課程使在地就學率達7成[15]，同時利用青年社會住宅[16]、捷運青年租金補貼[17]及青銀共居[18]等提供居住管道，而好孕專車、生育獎勵及多項婚育補助也能鼓勵青年生育。

- 國民運動中心及萬金石馬拉松：用全國最快速度完成了13座國民運動中心及運動公園[19]，107年9月將有1座完工、2座動工，另有2座施作中，每座都規劃專屬的特色運動項目，截至107年7月服務逾3,041萬人次[20]。另萬金石馬拉松自107年起，成為全台唯一取得國際田徑總會(IAAF)「銀標籤」認證的賽事[21]，不僅會登錄在世界馬拉松年度賽事行事曆中，也成為奧運資格賽之一[22]。

- 文化設施：自100年至107年7月，因本市博物館群積極推動各項創新服務，總參觀人次已超過4,660萬人次，另本市103所公共圖書館(含總館、分館及閱覽室) [23]，總閱覽席位1萬6,843席，館藏圖書量目前超過688萬冊，本市每人擁有圖書比率升格前為0.96冊，截至107年7月已提升至1.75冊。

經濟觀光類
- 連續3年招商第一：市府成立全方位招商行動小組，主動關懷企業需求並協調市府資源、排除投資障礙及提供獎勵投資等，至107年7月計成功招商林口三井outlet[24]、民視數位媒體總部[25]等230餘件促參案，招商金額930億元， 107年初再與亞馬遜(AWS)共同打造聯合創新中心[26]，連續3年於經濟部招商評比時獲全國冠軍[27]。

- 觀光客大幅成長：歡樂耶誕城自100年舉辦以來，除獲全球雜誌「哈潑時尚」評為「全球最令人驚豔的19棵耶誕樹」[28]，也經網路媒體票選為「亞洲十大耶誕慶典第一名」[29]，106年活動更吸引520萬人次參與，創造41.6億元經濟效益，更榮登新加坡樟宜機場官網推薦為「亞洲4大令人無法想像的完美耶誕市集」之一[30]。透過歡樂耶誕城、兒童藝術節[31]及平溪天燈[32]等大型特色活動之舉辦，使新北每年觀光遊憩區遊客數從升格前2,773萬，至106年大幅提升為4,491萬人，106年也成為台灣唯一榮獲「國際節慶活動組織(IFEA)」全球節慶活動城市獎的城市[33]。

- 有機營養午餐及農漁產升級：首創由政府部門推廣「4+1安心蔬菜」[34]，學生每週享用「1次有機蔬菜」、「4次吉園圃認證蔬菜」，也與產地有機農戶以契作方式供應食材，且定期至產地、截切廠、中央餐廚工廠及自辦午餐學校把關校園食材品質，因此一併帶動了全國有機農業的發展。另也積極帶動傳統漁業的轉型，如「萬里蟹」[35]及「貢寮鮑」[36]即為成功案例，萬里蟹產值由3億元提升至6億元，周邊經濟價值約為15億元，另貢寮鮑每年產值也高達1.5億元[37]。

基礎建設類
- 三環三線逐一實現：捷運新莊線於102年全線通車、捷運土城頂埔延伸段104年通車，捷運機場線在106年通車[38]，境內營運中路線長度增加了29.26公里，車站數量增加16座，於107年底[39]環狀線(第一階段)及淡海輕軌綠山已完工。

- 完善公共運輸路網：至107年7月底計完成13條快速道路、新建及改建橋梁30座、新闢及拓寬道路54條，使境內各區皆可在1小時內抵達；另也完成31處公有停車場，增加了7,826個汽車停車格及1,950個機車停車格；也積極改善大眾運輸環境，民眾搭乘大眾運輸比例升格前為25.9％，至105年已提升至33.8％[40]，成長幅度為六都第一。

- YouBike數量全國最多：為提供公共運輸的「最後一哩路」，截至107年8月27日自行車租借站達501站[41]，也持續提供前30分鐘免費騎乘補助。

- 公園綠地：新北市升格後增加了484座，整體面積增加471.7公頃[42]，人均綠地已達6.3平方公尺。

- 社會住宅：至106年底計興建完成14處2,139戶，永和中正橋派出所及青年社會住宅與三峽國光段青年社會住宅也分別於107年2月23日[43]及3月28日[44]開工；107年本市境內青年社會住宅將達到5,619戶，目前推動中的計畫預計於108年提供7,000戶以上社會住宅，搭配每年1.9萬戶的租金補貼，每年可協助2.6萬戶家庭在新北市安居[45]，多元式推動更吸引國家地理製作《透視內幕：打造社會住宅》紀錄片[46]。

- 汙水下水道接管：積極提升下水道接管戶數，從99年35萬1,745戶，至107年7月已達88萬7,131戶，新北汙水接管率達87%[47]，居六都之冠也為全國第一。

國際及獎項肯定
- 國際獎項：計69項，如2016「城市轉型卓越獎」全球首獎[48]、2017年亞太區智慧城市首獎[49]、連續三年獲選全球七大智慧城市獎[50]、2014全球最佳電子化政府獎[51]、全國唯一獲聯合國「國際宜居城市社區大獎」城市[52]等。

- 全國第一：計獲481項，如連續7年全國最乾淨城市[53]、連續6年低碳城市特優[54]、連續6年災害防救演習第一[55]、連續兩年全國縣市節電競賽第一[56]及106年全國「健康城市卓越獎」等[57]。

## 新北市各區施政
- 淡水：推動淡北道路、淡海輕軌與淡江大橋。淡海輕軌於2013年2月25日經行政院核定綜合規劃報告書，刻正施工中，預計民國107年底完工[58]。淡江大橋於103年1月15日經行政院核定，刻已施工中，預計於109年完工[59]。淡北道路則因環保人士提起訴訟，法院撤銷原環評結果，現進行二階段環評中[60]。
- 林口：(1)招商有成，日商三井不動產於中商36公有土地開發全台最大之OUTLET PARK[61][62]，TVBS與民視亦投資進駐林口形成新北影視城[63][64]。民視影視媒體園區已於2017年完工並進駐[65](2)除招商外，另興建林口第二、第三運動公園，提供市民遊憩空間[66][67]；(3)且為解決林口缺水問題，興建全台最大規模可蓄水五萬噸之配水池[68]。(已完成)
- 三峽：興建三鶯二橋[69]及開闢北大特區聯外道路[70]，並推動國道3號新增樹林交流道[71]，以紓解三鶯地區快速增加之車潮，已於2017年9月通車[72]。
- 鶯歌：(1)推動三鶯線於104年6月2日經行政院核定捷運三鶯線綜合規劃報告，現已完成發標，預計於112年完工[73]。(2)興建三鶯龍窯橋，跨越鶯歌溪連結新北市與桃園縣單車路網。(3)於三鶯新生地興建新北市立美術館。(4)新闢永吉公園，占地4千坪，提供市民休閒空間[74]。然依周錫瑋任內之大三鶯地區總體建設計劃，原規畫之三鶯攔河堰、三鶯纜車、觀光飯店等，皆因經費與開發效益等問題中止或暫緩興建[75][76]。
- 三重：擴建市立聯合醫院三重院區，提供三蘆區欠缺之急重症醫療資源[77]。興建五華越堤景觀橋，便利居民跨越三重環河北路銜接至堤防內之河濱綠地[78]。整治三重溪美大排[79]。於二重疏洪道兩側進行市地重劃[80]。
- 蘆洲：整治鴨母港溝，進行鴨母港溝水質及景觀改善工程[81]。
- 五股：(1)進行大台北都會公園第二期、第三期工程[82]。(2)於洲子洋公園興建跨堤陸橋，便利附近居民前往大台北都會公園遊憩[83]。
- 八里：進行台北港特定區都市開發計畫與招商[84][85]。八里自行車道棧橋改善、路型改善、綠美化[86]。
- 新莊：(1)推動興建台灣電影文化園區，作為台灣電影教育、研究、推廣、國際交流基地，[87]目前已與文化部協議合作，第一期先興建國家電影中心，由新北市出資興建，文化部負責營運[88]。至於後續商場開發等，則尚未定案，仍有變數[89]。(2)推動開發知識產業園區、創新園區與AU捷運商城 。(3)興建大漢溪浮洲新海景觀橋，名為新月橋，串連板橋四三五藝文特區和新莊廟街商圈[90]。(4)於頭前庄站、先嗇宮站週邊推動都市更新。(5)輔大醫院完工2017/9/29
- 板橋：(1)興建新北市立圖書館總館，為全國第一座鑽石級的綠建築圖書館[91]。(2)對湳仔溝進行整治與綠美化[92]。(3)興建津渡景觀橋，聯接浮洲地區與湳雅夜市及林家花園[93]。(4)於浮洲地區推動區段徵收[94]，惟遭到地方人士抗爭，開發暫時受阻[95]。(5)於新板特區完成立體聯通式空橋，形成完整人行動線[96]。(6)新闢板橋果菜批發市場，作為大漢溪以南之蔬果批發供應中心[97]。於2017年5月7日開幕[98]。(7)亞馬遜將設聯合創新中心。
- 土城：推動興建新北市立土城醫院(BOT招商)[99]。推動擴大土城都市計畫（土城彈藥庫附近地區）[100]及土城暫緩發展區都市計畫變更[101]。於頂埔推動公辦都市更新。土城員林段及城林段成功招商[102]。
- 樹林：樹林產業專用區成功招商全球傳動科技公司，預計投資30億元，創造1000個就業機會[103]。另完成樹林陸橋延伸跨越大安路工程，讓直行車與轉彎車輛分流，疏解樹林陸橋回堵至浮洲橋壅塞之情形[104]。
- 中和：中和國民運動中心103年11月正式啟用[105]。興建完成中和秀峰青年社會住宅，為國內目前完成最大規模的青年社會住宅[106]
- 永和：推動大雙和水岸再造計畫，施作永和綠寶石運動園區景觀改善工程[107]。與台北市合作擬興建中正華中景觀橋，串連新北市綠光、綠寶石公園與北市馬場町、青年公園[108]。
- 新店：(1)持續興建安坑一號道路，大幅改善安坑地區交通 (此案始自陳水扁時代之交通部指示台北縣政府研究辦理)[109]。(2)任內推動捷運安坑線，於104年6月8日獲行政院核定通過，並已開始動工[110]。(3)推動新店行政生活園區公辦都更，改善新店市容(已完工)[111]。(4)拓寬華城路，改善華城路沿線大型社區之聯外交通[112]。
- 汐止：新建基隆河景觀橋(星光橋)及新社后橋[113]。改建中山高汐止聯絡道橋[114]。整建大汐止經貿園區[115][116]。第一所技術型高中─新北市立樟樹國際實創高級中等學校成立[117]。
- 萬里區：為海蟹打造「萬里蟹」品牌 - 帶動周邊觀光商機及提高萬里蟹產值。[118]

## 新北市任內其他政績
- 興建14座運動中心，已完成並啟用12座[119]，另2座(林口、及新店)興建中；除運動中心外，也規劃或施工運動公園3處(鶯歌、瑞芳及五股)。
- 開辦公共托育中心，已完成設置51處公共托育中心，共收托3030名，為全國收托量最高、設立最普遍的縣市[120]。
- 以在地就養為推動目標，擴大公共托老服務，已成立33家公共托老中心。另首創「托老托育共融服務」，陸續在三重台北橋、林口仁愛、八里下庄、蘆洲集賢及三峽北大等地，設立聯合公共托老及托育中心，結合在地特色與資源，打造老幼共玩、共學、共樂的地方[121]。
- 便捷綿密的公車網絡：(1)落實北北基桃1小時生活圈之公車運輸目標，新北市快速公車已達48條，其中跨駛雙北二市共25條，跨新北市、桃園市快速公車4條，大幅縮減民眾乘車時間[122]。(2)減少路線彎繞，以跳蛙、快捷方式提供民眾快速運輸服務跳蛙式公車，目前有10條跳蛙公車提供服務[123]。(3)110條捷運先導公車及173條新巴士路線[124]。(4)推出29線跨區幹線公車提供轉乘優惠
- 推動簡易都更，放寬條件，簡化程序，加速都市更新。首例汐止新峰段已於2017年5月完工，為地上14層、地下3層的新大樓[125]。
- 推動社會住宅，且全面納入「UD通用設計」概念，打造友善溫暖的居住環境，目前已認證超過1700戶以上。預計108年將完成7,000戶社會住宅[126]。
- 打造新北綠化環境、提升市民休閒品質，(1)綠家園計畫，就閒置且短期內無使用計畫之公有地進行簡易綠美化，目前已辦理258處，簡易綠美化面積超過180公頃[127]。(2)已成功打造384處可食地景，從社區公共空間種植可食性之植栽，並同時兼顧當地景觀[128]。(3) 新北美樂地計劃，已開闢完成26座公園[129]。
- 推動YouBike跨域整合，提高轉乘便利性及大眾運輸使用率，截至2018年1月，全市境內計有440個站點、約12201輛公共自行車提供服務[130]。
- 積極推動污水下水道接管工程，接管比例達81萬4,902戶[131]。
- 創造永續環境，推動各項環保措施，推廣reBAG袋袋相傳計畫，已回收再利用了8萬31個reBAG二手袋[132]。106年5月起與賣場合作不售購物塑膠袋[133]，更以樂華夜市為示範點，積極打造無塑循環城市[134]。
- 首創「幸福保衛站」計畫，與全市逾2,000家四大超商(7-11、全家、萊爾富、OK)合作，以80元為額度免費供餐予18歲以下有急難事由之飢餓孩童，以「救急不救窮」為原則，避免孩童因挨餓偷取食物誤觸法網，並發現潛在風險家庭[135]。
- 已完成重要橋梁28座，其中三鶯二橋獲新建工程獲年度公共工程優質獎[136]、另瑞芳區國芳橋[137]、烏來區彩虹橋[138]及猴硐介壽橋[139]，皆已通車。

便民措施
- New Taipei無線上網免認證 -民眾以智慧型手機或平板電腦等，於新北市境內無線上網熱點啟用WiFi，並於NewTaipei登入畫面同意使用條款，免輸入帳號、密碼即可免費上網。[140]
- 新北全市公車設免費WiFi免登入一連即通 - 推動提供公共運輸無線上網服務，新北市自2017年9月起，全市市轄2,500輛公車提供免費Wi-Fi上網服務。[141]
- 我的新北市APP - 整合行動借閱証、市醫掛號、垃圾車資訊及市長信箱等線上服務，並完成客製化分眾訊息服務，讓民眾一機在手服務帶著走。[142]，2018年起市民出示「行動新北卡」，免帶實體證件，便可於新北市6大博物館免費入場、65歲以上市民於公益時段也可免費使用運動中心游泳池及體適能中心。[143]
- 福利資訊整合系統 - 全國首創「新北福利補助自己查」服務網站，提供136項福利項目查詢，只要輸入個人相關資訊，即可獲得符合申辦資格的整合性福利資訊。自2014年5月建置至今，已有超過160萬人次使用。另亦完成RWD(響應式網頁設計)，手機、平板或電腦均可查詢，提供多元使用服務。[144]此外，為因應高齡化時代來臨，自2015年6月上線的「銀髮族服務網」[145]彙整約70項福利措施，並依照市民使用情形調整使用情境分類，讓系統能依照民眾的需求，提供最新的資訊，目前累計使用量達85萬人次。
- 雲端證件包 (人民申請案件免附書證謄本) - 整合戶政、地政、工商、工務、財稅、社會福利、勞保、健保、學籍、歷史門牌及立案登記等11類，可免檢附相關文件資料，查調項目為全國最多，於2017年新增「免附榮民院外就養資料」類別及新增「免附健保資料」項目。2013年7月推出至今，透過雲端證件包查調之申請案所需書證或謄本資料已超過988萬件，為民眾節省之規費金額超過1億9,343萬元。[146]
- 網路e櫃檯 - 為便利市民透過網路取得各項申請資訊，整合1,189項人民申請案件，統一建置於網路e櫃檯，提供民眾查詢、下載及預約申辦資訊，其中203項可受理線上申辦或線上收件服務。[147]
- Skype視訊軟體人民諮詢服務零距離 - 自2017年4月1日起，擴大提供遠端視訊諮詢服務，只要在各區公所、戶政事務所、地政事務所、稅捐處，及聯合服務中心等136個第一線服務據點，即可透過遠端視訊在各據點間進行業務的諮詢，免除民眾在不同機關間來回奔波之苦。另消防局提供民眾在家即可利用skype視訊軟體，進行消防申請案件相關諮詢服務。[148]
- 跨區服務、戶政跨區收件、地政跨縣市服務、飛躍稅務通 - 全國首創的跨區服務，共計提供106項服務，自2013年4月至今節省市民奔波時間15萬小時以上，節省民眾費用超過3,200萬。戶政跨區收件服務，市民辦理多項戶籍業務免回戶籍地，可就近至本市任一戶政事務所辦理，進而促使內政部陸續開放異地辦理項目。自2013年6月開辦至今共計受理7,677件。地政跨縣市服務，自2012年7月起開辦跨縣市代收登記申請案件服務，至2015年4月完成全國跨縣市代收案件服務，至今已代收他縣市2萬3,586件。「飛躍稅務通」便民措施於2013年9月起陸續與金門縣、澎湖縣、連江縣合作實施，包含地價稅、房屋稅、使用牌照稅及土地增值稅等地方稅服務項目，民眾可利用視訊、網路或代收代送等方式，異地申辦稅務事項，現金已辦理跨縣市服務累計受理4萬3,668件。[149]
- 護照親辦及代辦延伸服務 - 為提升便民服務及行政效能，自2014年4月起，全國首創試辦護照一處收件、全程服務，並於2016年7月起更擴大護照代辦服務，民眾凡於本市申辦更改姓名、身分證統號、出生地或出生日期異動業務，致舊護照與戶籍資料不符者，得由本人申請代辦換發護照。[150]
- 聯合服務中心 – 整合地政、工務、社會、稅捐等業務為綜合申辦單一窗口，並陸續增設新住民國際多元服務、勞工諮詢、勞保業務等櫃檯，及1950消費諮詢、消費臨櫃諮詢、消費爭議協商、消費爭議調解、勞工法律諮詢及市民一般法律諮詢等6種服務於市府1樓聯合服務中心消費者服務櫃檯，並自2016年啟用智慧無人服務櫃檯，提供民眾以自然人憑證或健保卡自行於櫃檯電腦申辦案件大幅減少民眾洽公時間。[151]
- 工務、地政、戶政專車巡迴服務 - 為主動協助偏遠地區民眾解決居住問題，讓行政資源能夠城鄉均衡，自2015年6月起每月2次辦理行動工務局建管服務列車巡迴服務。[152]自2015年2月起瑞芳、淡水、汐止地所推動「地政專車」，至平溪、石門、萬里等地區提供地政諮詢及簡易案件服務，並於2017年4月起，增加新店地所，擴大服務新店、深坑、石碇、坪林及烏來等地區，滿足偏遠地區市民需求。[153]2016年7月起，新店戶所、淡水戶所、瑞芳戶所及金山戶所等4個戶所，提供新店、深坑、石碇、坪林、烏來、淡水、瑞芳、平溪、雙溪、貢寮、金山、萬里、三芝及石門等14區，每週定期定點巡迴服務，為擴大服務效益，將再結合地政、稅捐及移民署等機關，提供跨機關巡迴服務。[154]

社會福利
- 婚後孕前健康檢查-夫妻任一方設籍新北市，補助已結婚尚未懷第一胎之夫妻雙方，每人可享有1 次婚後孕前健康檢查補助[155]。
- 提供優生保健措施減免及補助[156]。
- 設籍並實際居住本市10個月以上，每胎新生兒發放生育獎勵金2萬元生育獎勵金[157]。
- 截至106年9月，已設置51處公共托育中心、結合偏鄉資源設立12處公共親子中心、成立33處公共托老中心及371處銀髮俱樂部[158]。
- 育有2足歲以下且至少一方因育兒需要，致未能就業者之家庭育兒津貼，視其家庭狀況，每月補助2,500元至5,000元[159]；另有第3胎(含)以上之幼兒掛號費減免。
- 開辦婦女大學[160]，鼓勵婦女參與社區、公共事務、推展婦女教育、培養女性人才。
- 開辦松年大學[161]提升銀髮族精神生活品質，培養銀髮族正當休閒娛樂，並擴大知識領域，以結合社會資源方式，推展活到老學到老的精神。
- 首創高齡照顧存本專案，運用佈老志工幫助需要的長者，照顧老人的時數可以儲存，供自己年老時使用，打造不同世代的互助平台[158]。
- 提供新北市內297家公立幼兒園、共2萬5,500名幼兒「天天食用一道有機蔬菜」[162]。。
- 在偏鄉地區打造以衛生所為中心的「偏鄉長照All in One服務」，整合醫療、復健與照顧資源，於新北雙溪、貢寮、萬里、平溪、坪林及瑞芳共6區衛生所提供服務[163]。

大型活動
- 新北市平溪天燈節 - 國家地理雜誌評「全球十大冬季最佳景點」[164]，為來臺自由行旅客最喜愛的前10大熱門景點之一。[32]
- 萬金石馬拉松 – 2017年12月國際田徑總會(IAAF)官網正式公布2018新北市萬金石馬拉松[165]升級為銀標籤路跑賽事，這是新北市最具代表性的體育賽事，更是臺灣首次榮獲銅、銀標籤認證的馬拉松。[166]
- 新北市潑水節 - 每年四月中旬在中和區南勢角舉辦，是新北市緬僑居住最多的地區，促進多元文化交流，帶動文化觀光產業發展。[167]
- 新北市客家桐花祭 - 2017年以「藝桐愛新北」為主軸，結合當地產業特色，推廣樂活的新北市桐花輕旅行。[168]
- 新北市國際鼓藝節 - 來自國內外鼓舞藝術團隊，以跨界融合的鼓藝劇場表演型態及爵士鼓之夜，展現鼓藝節多元豐富的文化底蘊。[169]
- 貢寮國際海洋音樂祭 - 已邁入第十七屆的夏季海洋獨立音樂大賞，邀請國內外眾多優秀的獨立樂團參與盛會。[170]
- 新北市兒童藝術節 - 每年暑假專為小朋友規劃的大型藝術活動，除精采豐富的表演、裝置藝術及歡樂變裝大遊行，還有科技藝術互動體驗。[171]
- 新北市客家義民爺文化節 -凝聚新北市都會客家鄉親情感，發揚客家人慎終追遠的精神，並提供民眾了解與親近客家文化的平台。[172]
- 新北市北海岸國際風箏節 - 聚集了超過20個隊伍，逾100位國內外風箏好手相互切磋風箏工藝與文化交流。[173]
- 新北市歡樂耶誕城 - 打造全台面積最大3D光雕投影秀，2016 耶誕城旺到爆 430萬人次締傳奇。[174]2017年更獲得新加坡樟宜機場官網推薦，譽為「亞洲4大令人無法想像的完美耶誕市集」！[30]
- 新北市冬季系列活動 - 打造冬季系列項目新北市歡樂耶誕城、大螢幕同步直播的台北最HIGH新年城、寒假活動、新板年貨大街、春節活動以及新板燈會。

新北市榮譽
- 新北市政府參加「2012國際宜居社區大獎」，榮獲「全市類-C組（7.5至5萬人口規模）」第三名及銅獎、「全市類-E組（40萬人以上）」銅獎、「全市類-D組（15萬至40萬人）」銅獎、「全市類-A組（2萬人以下）」銅獎、「計畫類-自然組」銀獎。。[175]
- 「2013國際宜居城市獎（The LivCom Awards），榮獲「全市類（Whole City）-E組（40萬人以上）」最大社區組別之第三名。[176]。
- 新北市政府榮獲國際組織「雲端安全聯盟（Cloud Security Alliance，簡稱CSA）」評定為全球第一個通過「雲端安全開放式認證架構」之政府機構，並獲頒「2013雲端安全耀星獎（2013 Cloud Security STAR Award）」。該獎項首度頒發給政府組織。[177]。
- 新北市連續3年(2014、2015、2016)榮獲「國際智慧城市Top7」。（Intelligent Community Forum, ICF）國際智慧城市評比，從全球4百多個參賽城市中脫穎而出。[178][179][180]
- 新北市政府獲聯合國世界銀行國際金融公司與英國金融時報頒2016全球「城市轉型卓越獎」首獎。[181]
- 新北市勞工局「三峽身障參與式預算」獲IOPD(國際參與式民主觀察組織)2017公民參與最佳實踐獎特別表揚獎。[182]
- 新北市社會局「惜食分享網」入選世界大都會協會(Metropolis)首屆領航計畫（Pilot Project），榮獲2萬6,000歐元(約新台幣89萬5,000)國際交流獎金。[183]
- 新北市獲第3屆世界電子化政府組織WeGO永續智慧城市獎銀獎。[184]
- 新北市獲IDC國際數據資訊公司2017亞太區智慧城市評比-審批、許可、公共安全檢查及分區項目首獎，為臺灣地區唯一獲獎者。[185][186]
- 新北市獲美國權威節慶活動組織頒發「2017年全球節慶活動城市獎」，與費城、雪梨等國際城市共同名列國際節慶活動大城。[187]
- 新北市「新北動健康資訊系統平台」及「全方位3D科技維安網」2項智慧應用服務，獲IDC國際數據資訊公司評定為「2018亞太區智慧城市獎」。[188]

## 高層弊案
市府高層貪汙重罪定讞：根據中國時報等傳媒報道，朱市府眾多官員涉貪，原任新北市副市長許志堅（朱市長任內）收受建商餽贈之現金、名錶及金條逾600萬元，對價為加速通過新北市府都更審查，許某辯稱與建商「互贈負擔得起的禮物」，但被高等法院依收賄罪判刑10年；許某另安排兒子與胞兄當建商人頭領乾薪，被依偽造文書罪判刑4月、得易科罰金12萬元；最高法院駁回許副市長上訴，全案貪汙重罪定讞，成為新北市府高層重大弊案之一。